# Сатурн (премия, 2017)
43-я церемония вручения наград премии «Сатурн» за заслуги в области фантастики, фэнтези и фильмов ужасов за 2016 год состоялась 28 июня 2017 года в Бербанке (Калифорния, США). Список номинантов был опубликован на официальном сайте 25 февраля 2017 года.

## Список лауреатов и номинантов
Лауреаты указаны первыми, выделены жирным шрифтом и  отдельным цветом. 

### Игровое кино
Количество наград/номинаций:
- 3/11: «Изгой-один. Звёздные войны: Истории»
- 2/10: «Большой и добрый великан» / «Доктор Стрэндж»
- 1/8: «Первый мститель: Противостояние»
- 1/7: «Фантастические твари и где они обитают»
- 1/6: «Прибытие» / «Книга джунглей»
- 0/5: «Пассажиры»
- 3/4: «Кловерфилд, 10»
- 1/4: «Стартрек: Бесконечность»
- 1/3: «Дэдпул»
- 0/3: «Золото» / «Отряд самоубийц» / «Люди Икс: Апокалипсис»
- 2/2: «Ла-Ла Ленд»
- 1/2: «Скрытые фигуры» / «Служанка»
- 0/2: «Голос монстра» / «Охотники за привидениями» / «Ведьма» / «Любой ценой» / «Сплит» / «Девушка в поезде» / «В тени» / «Охота на дикарей»
- 1/1: «Не дыши» / «В поисках Дори»

| Категория                                                              | Лауреаты и номинанты                                                                                            |
| ---------------------------------------------------------------------- | --- |
| Лучший научно-фантастический фильм                                     | • Изгой-один. Звёздные войны: Истории / Rogue One: A Star Wars Story                                            |
| Лучший научно-фантастический фильм                                     | • Прибытие / Arrival                                                                                            |
| Лучший научно-фантастический фильм                                     | • День независимости: Возрождение / Independence Day: Resurgence                                                |
| Лучший научно-фантастический фильм                                     | • Специальный полуночный выпуск / Midnight Special                                                              |
| Лучший научно-фантастический фильм                                     | • Пассажиры / Passengers                                                                                        |
| Лучший научно-фантастический фильм                                     | • Стартрек: Бесконечность / Star Trek Beyond                                                                    |
| Лучший фильм-фэнтези                                                   | • Книга джунглей / The Jungle Book                                                                              |
| Лучший фильм-фэнтези                                                   | • Голос монстра / A Monster Calls                                                                               |
| Лучший фильм-фэнтези                                                   | • Фантастические твари и где они обитают / Fantastic Beasts and Where to Find Them                              |
| Лучший фильм-фэнтези                                                   | • Охотники за привидениями / Ghostbusters                                                                       |
| Лучший фильм-фэнтези                                                   | • Дом странных детей мисс Перегрин / Miss Peregrine’s Home for Peculiar Children                                |
| Лучший фильм-фэнтези                                                   | • Пит и его дракон / Pete’s Dragon                                                                              |
| Лучший фильм-фэнтези                                                   | • Большой и добрый великан / The BFG                                                                            |
| Лучший фильм ужасов                                                    | • Не дыши / Don’t Breathe                                                                                       |
| Лучший фильм ужасов                                                    | • Демон / Demon                                                                                                 |
| Лучший фильм ужасов                                                    | • Уиджи. Проклятие доски дьявола / Ouija: Origin of Evil                                                        |
| Лучший фильм ужасов                                                    | • Демон внутри / The Autopsy of Jane Doe                                                                        |
| Лучший фильм ужасов                                                    | • Заклятие 2 / The Conjuring 2                                                                                  |
| Лучший фильм ужасов                                                    | • Ведьма / The Witch                                                                                            |
| Лучший фильм ужасов                                                    | • Поезд в Пусан / 부산행 (Busanhaeng)                                                                           |
| Лучший триллер                                                         | • Кловерфилд, 10 / 10 Cloverfield Lane                                                                          |
| Лучший триллер                                                         | • Любой ценой / Hell or High Water                                                                              |
| Лучший триллер                                                         | • Джейсон Борн / Jason Bourne                                                                                   |
| Лучший триллер                                                         | • Сплит / Split                                                                                                 |
| Лучший триллер                                                         | • Расплата / The Accountant                                                                                     |
| Лучший триллер                                                         | • Девушка в поезде / The Girl on the Train                                                                      |
| Лучший триллер                                                         | • Отмель / The Shallows                                                                                         |
| Лучший экшн или приключенческий фильм                                  | • Скрытые фигуры / Hidden Figures                                                                               |
| Лучший экшн или приключенческий фильм                                  | • Союзники / Allied                                                                                             |
| Лучший экшн или приключенческий фильм                                  | • Золото / Gold                                                                                                 |
| Лучший экшн или приключенческий фильм                                  | • По соображениям совести / Hacksaw Ridge                                                                       |
| Лучший экшн или приключенческий фильм                                  | • Тарзан. Легенда / The Legend of Tarzan                                                                        |
| Лучший экшн или приключенческий фильм                                  | • Великолепная семёрка / The Magnificent Seven                                                                  |
| Лучший экшн или приключенческий фильм                                  | • Славные парни / The Nice Guys                                                                                 |
| Лучший фильм, основанный на комиксах (Best Comic Book-to-Film Release) | • Доктор Стрэндж / Doctor Strange                                                                               |
| Лучший фильм, основанный на комиксах (Best Comic Book-to-Film Release) | • Бэтмен против Супермена: На заре справедливости / Batman v Superman: Dawn of Justice                          |
| Лучший фильм, основанный на комиксах (Best Comic Book-to-Film Release) | • Первый мститель: Противостояние / Captain America: Civil War                                                  |
| Лучший фильм, основанный на комиксах (Best Comic Book-to-Film Release) | • Дэдпул / Deadpool                                                                                             |
| Лучший фильм, основанный на комиксах (Best Comic Book-to-Film Release) | • Отряд самоубийц / Suicide Squad                                                                               |
| Лучший фильм, основанный на комиксах (Best Comic Book-to-Film Release) | • Люди Икс: Апокалипсис / X-Men: Apocalypse                                                                     |
| Лучший полнометражный мультфильм                                       | • В поисках Дори / Finding Dory                                                                                 |
| Лучший полнометражный мультфильм                                       | • Кингсглейв: Последняя фантазия XV / キングスグレイブ ファイナルファンタジーXV / Kingsglaive: Final Fantasy XV |
| Лучший полнометражный мультфильм                                       | • Моана / Moana                                                                                                 |
| Лучший полнометражный мультфильм                                       | • Зверопой / Sing                                                                                               |
| Лучший полнометражный мультфильм                                       | • Тролли / Trolls                                                                                               |
| Лучший полнометражный мультфильм                                       | • Зверополис / Zootopia                                                                                         |
| Лучший международный фильм (Best International Film Release)           | • Служанка / 아가씨 (Ah-ga-ssi)                                                                                 |
| Лучший международный фильм (Best International Film Release)           | • Она / Elle |
| Лучший международный фильм (Best International Film Release)           | • Дурацкое дело нехитрое / Kraftidioten                                                                         |
| Лучший международный фильм (Best International Film Release)           | • Годзилла: Возрождение / シン・ゴジラ (Shin Gojira)                                                            |
| Лучший международный фильм (Best International Film Release)           | • Русалка / 美人魚 (Mei ren yu)                                                                                 |
| Лучший международный фильм (Best International Film Release)           | • В тени / زیر سایه (Under the Shadow)                                                                          |
| Лучший независимый фильм (Best Independent Film Release)               | • Ла-Ла Ленд / La La Land                                                                                       |
| Лучший независимый фильм (Best Independent Film Release)               | • Всевидящее око / Eye in the Sky                                                                               |
| Лучший независимый фильм (Best Independent Film Release)               | • Охота на дикарей / Hunt for the Wilderpeople                                                                  |
| Лучший независимый фильм (Best Independent Film Release)               | • Лев / Lion |
| Лучший независимый фильм (Best Independent Film Release)               | • Помнить / Remember                                                                                            |
| Лучший независимый фильм (Best Independent Film Release)               | • Этажом ниже / The Ones Below                                                                                  |
| Лучший киноактёр                                                       | • Райан Рейнольдс — «Дэдпул» (за роль Уэйда Уилсона / Дэдпула)                                                  |
| Лучший киноактёр                                                       | • Бенедикт Камбербэтч — «Доктор Стрэндж» (за роль доктора Стивена Стрэнджа)                                     |
| Лучший киноактёр                                                       | • Крис Эванс — «Первый мститель: Противостояние» (за роль Стива Роджерса / Капитана Америки)                    |
| Лучший киноактёр                                                       | • Крис Пайн — «Стартрек: Бесконечность» (за роль Джеймса Т. Кирка)                                              |
| Лучший киноактёр                                                       | • Крис Прэтт — «Пассажиры» (за роль Джима Престона)                                                             |
| Лучший киноактёр                                                       | • Марк Райлэнс — «Большой и добрый великан» (за роль Большого и доброго великана)                               |
| Лучший киноактёр                                                       | • Мэттью Макконахи — «Золото» (за роль Кенни Уэллса)                                                            |
| Лучшая киноактриса                                                     | • Мэри Элизабет Уинстэд — «Кловерфилд, 10» (за роль Мишель)                                                     |
| Лучшая киноактриса                                                     | • Эми Адамс — «Прибытие» (за роль Луизы Бэнкс)                                                                  |
| Лучшая киноактриса                                                     | • Эмили Блант — «Девушка в поезде» (за роль Рэйчел Уотсон)                                                      |
| Лучшая киноактриса                                                     | • Фелисити Джонс — «Изгой-один. Звёздные войны: Истории» (за роль Джин Эрсо)                                    |
| Лучшая киноактриса                                                     | • Дженнифер Лоуренс — «Пассажиры» (за роль Авроры Лейн)                                                         |
| Лучшая киноактриса                                                     | • Наргес Рашиди — «В тени» (за роль Шиде)                                                                       |
| Лучшая киноактриса                                                     | • Тараджи П. Хенсон — «Скрытые фигуры» (за роль Кэтрин Джонсон)                                                 |
| Лучший киноактёр второго плана                                         | • Джон Гудмен — «Кловерфилд, 10» (за роль Ховарда)                                                              |
| Лучший киноактёр второго плана                                         | • Чедвик Боузман — «Первый мститель: Противостояние» (за роль Т’Чаллы / Чёрной Пантеры)                         |
| Лучший киноактёр второго плана                                         | • Кристофер Уокен — «Книга джунглей» (за озвучку Короля Луи)                                                    |
| Лучший киноактёр второго плана                                         | • Дэн Фоглер — «Фантастические твари и где они обитают» (за роль Якоба Ковальски)                               |
| Лучший киноактёр второго плана                                         | • Диего Луна — «Изгой-один. Звёздные войны: Истории» (за роль Кассиана Андора)                                  |
| Лучший киноактёр второго плана                                         | • Закари Куинто — «Стартрек: Бесконечность» (за роль коммандера Спока)                                          |
| Лучшая киноактриса второго плана                                       | • Тильда Суинтон — «Доктор Стрэндж» (за роль Старейшины)                                                        |
| Лучшая киноактриса второго плана                                       | • Бетти Бакли — «Сплит» (за роль д-ра Карен Флетчер)                                                            |
| Лучшая киноактриса второго плана                                       | • Брайс Даллас Ховард — «Золото» (за роль Кей)                                                                  |
| Лучшая киноактриса второго плана                                       | • Кейт Маккиннон — «Охотники за привидениями» (за роль Джиллиан Хольцманн)                                      |
| Лучшая киноактриса второго плана                                       | • Марго Робби — «Отряд самоубийц» (за роль Харлин Квинзель / Харли Квинн)                                       |
| Лучшая киноактриса второго плана                                       | • Скарлетт Йоханссон — «Первый мститель: Противостояние» (за роль Наташи Романофф / Чёрной вдовы)               |
| Лучший молодой актёр или актриса                                       | • Том Холланд — «Первый мститель: Противостояние» (за роль Питера Паркера / Человека-паука)                     |
| Лучший молодой актёр или актриса                                       | • Аня Тейлор-Джой — «Ведьма» (за роль Томасин)                                                                  |
| Лучший молодой актёр или актриса                                       | • Джуллиан Дэннисон — «Охота на дикарей» (за роль Рикки)                                                        |
| Лучший молодой актёр или актриса                                       | • Льюис Макдугалл — «Голос монстра» (за роль Конора)                                                            |
| Лучший молодой актёр или актриса                                       | • Нил Сети — «Книга джунглей» (за роль Маугли)                                                                  |
| Лучший молодой актёр или актриса                                       | • Руби Барнхилл — «Большой и добрый великан» (за роль Софи)                                                     |
| Лучший режиссёр                                                        | • Гарет Эдвардс — «Изгой-один. Звёздные войны: Истории»                                                         |
| Лучший режиссёр                                                        | • Энтони Руссо, Джо Руссо — «Первый мститель: Противостояние»                                                   |
| Лучший режиссёр                                                        | • Брайан Сингер — «Люди Икс: Апокалипсис»                                                                       |
| Лучший режиссёр                                                        | • Дени Вильнёв — «Прибытие»                                                                                     |
| Лучший режиссёр                                                        | • Джон Фавро — «Книга джунглей»                                                                                 |
| Лучший режиссёр                                                        | • Скотт Дерриксон — «Доктор Стрэндж»                                                                            |
| Лучший режиссёр                                                        | • Стивен Спилберг — «Большой и добрый великан»                                                                  |
| Лучший сценарий                                                        | • Эрик Хайссерер — «Прибытие»                                                                                   |
| Лучший сценарий                                                        | • Ретт Риз, Пол Верник — «Дэдпул»                                                                               |
| Лучший сценарий                                                        | • Джон Спэйтс, Скотт Дерриксон, Си Роберт Каргилл — «Доктор Стрэндж»                                            |
| Лучший сценарий                                                        | • Тейлор Шеридан — «Любой ценой»                                                                                |
| Лучший сценарий                                                        | • Крис Вайц, Тони Гилрой — «Изгой-один. Звёздные войны: Истории»                                                |
| Лучший сценарий                                                        | • Мелисса Мэтисон (посмертно) — «Большой и добрый великан»                                                      |
| Лучшая музыка                                                          | • Джастин Гурвиц — «Ла-Ла Ленд»                                                                                 |
| Лучшая музыка                                                          | • Майкл Джаккино — «Доктор Стрэндж»                                                                             |
| Лучшая музыка                                                          | • Джеймс Ньютон Ховард — «Фантастические твари и где они обитают»                                               |
| Лучшая музыка                                                          | • Томас Ньюман — «Пассажиры»                                                                                    |
| Лучшая музыка                                                          | • Майкл Джаккино — «Изгой-один. Звёздные войны: Истории»                                                        |
| Лучшая музыка                                                          | • Джон Уильямс — «Большой и добрый великан»                                                                     |
| Лучший монтаж                                                          | • Майкл Кан — «Большой и добрый великан»                                                                        |
| Лучший монтаж                                                          | • Стефан Грубе — «Кловерфилд, 10»                                                                               |
| Лучший монтаж                                                          | • Джо Уокер — «Прибытие»                                                                                        |
| Лучший монтаж                                                          | • Джеффри Форд, Мэттью Шмидт — «Первый мститель: Противостояние»                                                |
| Лучший монтаж                                                          | • Джон Гилрой, Колин Гуди, Джэбез Олссен — «Изгой-один. Звёздные войны: Истории»                                |
| Лучший монтаж                                                          | • Марк Ливолси — «Книга джунглей»                                                                               |
| Лучшие костюмы                                                         | • Коллин Этвуд — «Фантастические твари и где они обитают»                                                       |
| Лучшие костюмы                                                         | • Коллин Этвуд — «Алиса в Зазеркалье»                                                                           |
| Лучшие костюмы                                                         | • Александра Бирн — «Доктор Стрэндж»                                                                            |
| Лучшие костюмы                                                         | • Дэвид Кроссман, Глин Диллон — «Изгой-один. Звёздные войны: Истории»                                           |
| Лучшие костюмы                                                         | • Джоанна Джонстон — «Большой и добрый великан»                                                                 |
| Лучшие костюмы                                                         | • Чо Сан-гён — «Служанка»                                                                                       |
| Лучшая работа художника-постановщика                                   | • Рик Картер, Роберт Стромберг — «Большой и добрый великан»                                                     |
| Лучшая работа художника-постановщика                                   | • Оуэн Патерсон — «Первый мститель: Противостояние»                                                             |
| Лучшая работа художника-постановщика                                   | • Чарльз Вуд — «Доктор Стрэндж»                                                                                 |
| Лучшая работа художника-постановщика                                   | • Стюарт Крэйг — «Фантастические твари и где они обитают»                                                       |
| Лучшая работа художника-постановщика                                   | • Гай Хендрикс Диас — «Пассажиры»                                                                               |
| Лучшая работа художника-постановщика                                   | • Даг Чианг, Нил Ламонт — «Изгой-один. Звёздные войны: Истории»                                                 |
| Лучший грим                                                            | • Моника Хапперт, Джоэль Харлоу — «Стартрек: Бесконечность»                                                     |
| Лучший грим                                                            | • Джереми Вудхед — «Доктор Стрэндж»                                                                             |
| Лучший грим                                                            | • Ники Ноулз — «Фантастические твари и где они обитают»                                                         |
| Лучший грим                                                            | • Эми Бирн — «Изгой-один. Звёздные войны: Истории»                                                              |
| Лучший грим                                                            | • Аллан Апон, Джо-Энн Макнил, Марта Роггеро — «Отряд самоубийц»                                                 |
| Лучший грим                                                            | • Чарльз Картер, Рита Чикоцци, Розалина Да Силва — «Люди Икс: Апокалипсис»                                      |
| Лучшие спецэффекты                                                     | • Джон Нолл, Моэн Лео, Хэл Т. Хикель, Нил Корбоулд — «Изгой-один. Звёздные войны: Истории»                      |
| Лучшие спецэффекты                                                     | • Луис Морин, Риал Косгроув — «Прибытие»                                                                        |
| Лучшие спецэффекты                                                     | • Стефан Серетти, Ричард Блафф, Винсент Сирелли, (Пол Корбоулд) — «Доктор Стрэндж»                              |
| Лучшие спецэффекты                                                     | • Тим Бёрк, Кристиан Манц, Дэвид Уоткинс — «Фантастические твари и где они обитают»                             |
| Лучшие спецэффекты                                                     | • Джо Леттери, Джоэл Вист — «Большой и добрый великан»                                                          |
| Лучшие спецэффекты                                                     | • Роберт Легато, Адам Валдез, Эндрю Р. Джонс, Дэн Леммон — «Книга джунглей»                                     |

### Телевизионные категории
Количество номинаций:
- 7: «Ходячие мертвецы»
- 6: «Мир Дикого запада»
- 5: «Американская история ужасов: Роанок»
- 4: «Чужестранка» / «Бойтесь ходячих мертвецов» / «Супергёрл»
- 3: «Игра престолов» / «Эш против зловещих мертвецов» / «Волчонок» / «Мотель Бейтс» / «Флэш» / «Очень странные дела»
- 2: «Ривердейл» / «Сорвиголова» / «Люк Кейдж»

| Категория                                                                                  | Лауреаты и номинанты                                                                                       |
| ------------------------------------------------------------------------------------------ | --- |
| Лучший научно-фантастический телесериал (Best Science Fiction TV Series)                   | • Мир Дикого запада / Westworld                                                                            |
| Лучший научно-фантастический телесериал (Best Science Fiction TV Series)                   | • Колония / Colony                                                                                         |
| Лучший научно-фантастический телесериал (Best Science Fiction TV Series)                   | • Падающая вода / Falling Water                                                                            |
| Лучший научно-фантастический телесериал (Best Science Fiction TV Series)                   | • Корпорация / Incorporated                                                                                |
| Лучший научно-фантастический телесериал (Best Science Fiction TV Series)                   | • 100 (Сотня) / The 100                                                                                    |
| Лучший научно-фантастический телесериал (Best Science Fiction TV Series)                   | • Пространство /The Expanse                                                                                |
| Лучший научно-фантастический телесериал (Best Science Fiction TV Series)                   | • Вне времени / Timeless                                                                                   |
| Лучший телесериал в жанре фэнтези (Best Fantasy TV Series)                                 | • Чужестранка / Outlander                                                                                  |
| Лучший телесериал в жанре фэнтези (Best Fantasy TV Series)                                 | • По ту сторону / Beyond                                                                                   |
| Лучший телесериал в жанре фэнтези (Best Fantasy TV Series)                                 | • Игра престолов / Game of Thrones                                                                         |
| Лучший телесериал в жанре фэнтези (Best Fantasy TV Series)                                 | • Люцифер / Lucifer                                                                                        |
| Лучший телесериал в жанре фэнтези (Best Fantasy TV Series)                                 | • Проповедник / Preacher                                                                                   |
| Лучший телесериал в жанре фэнтези (Best Fantasy TV Series)                                 | • В лучшем мире / The Good Place                                                                           |
| Лучший телесериал в жанре фэнтези (Best Fantasy TV Series)                                 | • Волшебники / The Magicians                                                                               |
| Лучший телесериал в жанре хоррор (Best Horror TV Series)                                   | • Ходячие мертвецы / The Walking Dead                                                                      |
| Лучший телесериал в жанре хоррор (Best Horror TV Series)                                   | • Американская история ужасов: Роанок / American Horror Story: Roanoke                                     |
| Лучший телесериал в жанре хоррор (Best Horror TV Series)                                   | • Эш против зловещих мертвецов / Ash vs Evil Dead                                                          |
| Лучший телесериал в жанре хоррор (Best Horror TV Series)                                   | • Бойтесь ходячих мертвецов / Fear the Walking Dead                                                        |
| Лучший телесериал в жанре хоррор (Best Horror TV Series)                                   | • Волчонок / Teen Wolf                                                                                     |
| Лучший телесериал в жанре хоррор (Best Horror TV Series)                                   | • Изгоняющий дьявола / The Exorcist                                                                        |
| Лучший телесериал в жанре хоррор (Best Horror TV Series)                                   | • Дневники вампира / The Vampire Diaries                                                                   |
| Лучший телесериал в жанрах экшн / триллер (Best Action/Thriller TV Series)                 | • Ривердейл / Riverdale                                                                                    |
| Лучший телесериал в жанрах экшн / триллер (Best Action/Thriller TV Series)                 | • Царство животных / Animal Kingdom                                                                        |
| Лучший телесериал в жанрах экшн / триллер (Best Action/Thriller TV Series)                 | • Мотель Бейтс / Bates Motel                                                                               |
| Лучший телесериал в жанрах экшн / триллер (Best Action/Thriller TV Series)                 | • Последний кандидат / Designated Survivor                                                                 |
| Лучший телесериал в жанрах экшн / триллер (Best Action/Thriller TV Series)                 | • Мистер Робот / Mr. Robot                                                                                 |
| Лучший телесериал в жанрах экшн / триллер (Best Action/Thriller TV Series)                 | • Библиотекари / The Librarians                                                                            |
| Лучший телесериал в жанрах экшн / триллер (Best Action/Thriller TV Series)                 | • Подземка / Underground                                                                                   |
| Лучший супергеройский телесериал (Best Superhero Adaptation TV Series)                     | • Супергёрл / Supergirl                                                                                    |
| Лучший супергеройский телесериал (Best Superhero Adaptation TV Series)                     | • Стрела / Arrow                                                                                           |
| Лучший супергеройский телесериал (Best Superhero Adaptation TV Series)                     | • Готэм / Gotham                                                                                           |
| Лучший супергеройский телесериал (Best Superhero Adaptation TV Series)                     | • Легион / Legion                                                                                          |
| Лучший супергеройский телесериал (Best Superhero Adaptation TV Series)                     | • Агенты «Щ.И.Т.» / Marvel’s Agents of S.H.I.E.L.D.                                                        |
| Лучший супергеройский телесериал (Best Superhero Adaptation TV Series)                     | • Флэш / The Flash                                                                                         |
| Best New Media Television Series                                                           | • Люк Кейдж / Marvel’s Luke Cage                                                                           |
| Best New Media Television Series                                                           | • Очень странные дела / Stranger Things                                                                    |
| Best New Media Television Series                                                           | • Лемони Сникет: 33 несчастья / A Series of Unfortunate Events                                             |
| Best New Media Television Series                                                           | • Босх / Bosch                                                                                             |
| Best New Media Television Series                                                           | • Сорвиголова / Marvel’s Daredevil                                                                         |
| Best New Media Television Series                                                           | • Человек в высоком замке / The Man in the High Castle                                                     |
| Лучшая телепостановка (Best Presentation on Television)                                    | • 11.22.63 / 11.22.63                                                                                      |
| Лучшая телепостановка (Best Presentation on Television)                                    | • Нулевой канал / Channel Zero                                                                             |
| Лучшая телепостановка (Best Presentation on Television)                                    | • Доктор Кто: Возвращение Доктора Мистерио / Doctor Who: The Return of Dr. Mysterio                        |
| Лучшая телепостановка (Best Presentation on Television)                                    | • Марс / Mars                                                                                              |
| Лучшая телепостановка (Best Presentation on Television)                                    | • Крысы / Rats                                                                                             |
| Лучшая телепостановка (Best Presentation on Television)                                    | • Ночной администратор / The Night Manager                                                                 |
| Лучший мультсериал или мультфильм для ТВ (Best Animated Series or Film on Television)      | • Звёздные войны: Повстанцы / Star Wars: Rebels                                                            |
| Лучший мультсериал или мультфильм для ТВ (Best Animated Series or Film on Television)      | • Конь БоДжек / Bojack Horseman                                                                            |
| Лучший мультсериал или мультфильм для ТВ (Best Animated Series or Film on Television)      | • Гриффины / Family Guy                                                                                    |
| Лучший мультсериал или мультфильм для ТВ (Best Animated Series or Film on Television)      | • Маленький принц / Le Petit Prince                                                                        |
| Лучший мультсериал или мультфильм для ТВ (Best Animated Series or Film on Television)      | • Симпсоны / The Simpsons                                                                                  |
| Лучший мультсериал или мультфильм для ТВ (Best Animated Series or Film on Television)      | • Охотники на троллей: Истории Аркадии / Trollhunters: Tales of Arcadia                                    |
| Лучший телеактёр                                                                           | • Эндрю Линкольн — «Ходячие мертвецы» (за роль Рика Граймса)                                               |
| Лучший телеактёр                                                                           | • Брюс Кэмпбелл — «Эш против зловещих мертвецов» (за роль Эша Уильямса)                                    |
| Лучший телеактёр                                                                           | • Чарли Кокс — «Сорвиголова» (за роль Мэтта Мёрдока / Сорвиголовы)                                         |
| Лучший телеактёр                                                                           | • Фредди Хаймор — «Мотель Бейтс» (за роль Нормана Бейтса)                                                  |
| Лучший телеактёр                                                                           | • Грант Гастин — «Флэш» (за роль Барри Аллена (Флэша))                                                     |
| Лучший телеактёр                                                                           | • Майк Колтер — «Люк Кейдж» (за роль Карла Лукаса / Люка Кейджа)                                           |
| Лучший телеактёр                                                                           | • Сэм Хьюэн — «Чужестранка» (за роль Джейми Фрейзера)                                                      |
| Лучшая телеактриса                                                                         | • Мелисса Бенойст — «Супергёрл» (за роль Кары Дэнверс / Супергёрл)                                         |
| Лучшая телеактриса                                                                         | • Катрина Балф — «Чужестранка» (за роль Клэр Рэндалл)                                                      |
| Лучшая телеактриса                                                                         | • Ким Диккенс — «Бойтесь ходячих мертвецов» (за роль Мэдисон Кларк)                                        |
| Лучшая телеактриса                                                                         | • Лина Хиди — «Игра престолов» (за роль Серсеи Ланнистер)                                                  |
| Лучшая телеактриса                                                                         | • Сара Полсон — «Американская история ужасов: Роанок» (за роль Одри Тиндалл / Шелби Миллер / Ланы Уинтерс) |
| Лучшая телеактриса                                                                         | • Вера Фармига — «Мотель Бейтс» (за роль Нормы Луиз Бэйтс)                                                 |
| Лучшая телеактриса                                                                         | • Вайнона Райдер — «Очень странные дела» (за роль Джойс Байерс)                                            |
| Лучший телеактёр второго плана                                                             | • Эд Харрис — «Мир Дикого запада» (за роль Человека в чёрном)                                              |
| Лучший телеактёр второго плана                                                             | • Джеффри Райт — «Мир Дикого запада» (за роль Бернарда Лоу)                                                |
| Лучший телеактёр второго плана                                                             | • Кит Харингтон — «Игра престолов» (за роль Джона Сноу)                                                    |
| Лучший телеактёр второго плана                                                             | • Ли Мэйджорс — «Эш против зловещих мертвецов» (за роль Брока Уильямса)                                    |
| Лучший телеактёр второго плана                                                             | • Линден Эшби — «Волчонок» (за роль Ноа Стилински)                                                         |
| Лучший телеактёр второго плана                                                             | • Мехкад Брукс — «Супергёрл» (за роль Джеймса Олсена / Стража)                                             |
| Лучший телеактёр второго плана                                                             | • Норман Ридус — «Ходячие мертвецы» (за роль Дэрила Диксона)                                               |
| Лучшая телеактриса второго плана                                                           | • Кэндис Паттон — «Флэш» (за роль Айрис Уэст)                                                              |
| Лучшая телеактриса второго плана                                                           | • Адина Портер — «Американская история ужасов: Роанок» (за роль Ли Харрис)                                 |
| Лучшая телеактриса второго плана                                                           | • Данай Гурира — «Ходячие мертвецы» (за роль Мишонн)                                                       |
| Лучшая телеактриса второго плана                                                           | • Эван Рэйчел Вуд — «Мир Дикого запада» (за роль Долорес Абернати)                                         |
| Лучшая телеактриса второго плана                                                           | • Кэти Бэйтс — «Американская история ужасов: Роанок» (за роль Агнес Мэри Уинстэд / Томасин Уайт)           |
| Лучшая телеактриса второго плана                                                           | • Мелисса Макбрайд — «Ходячие мертвецы» (за роль Кэрол Пелетье)                                            |
| Лучшая телеактриса второго плана                                                           | • Тэнди Ньютон — «Мир Дикого запада» (за роль Мейв Миллей)                                                 |
| Лучшая гостевая роль в телесериале                                                         | • Джеффри Дин Морган — «Ходячие мертвецы» (за роль Нигана)                                                 |
| Лучшая гостевая роль в телесериале                                                         | • Энтони Хопкинс — «Мир Дикого запада» (за роль Роберта Форда)                                             |
| Лучшая гостевая роль в телесериале                                                         | • Доминик Пинон — «Чужестранка» (за роль Мастера Рэймонда)                                                 |
| Лучшая гостевая роль в телесериале                                                         | • Иэн Боэн — «Волчонок» (за роль Питера Хейла)                                                             |
| Лучшая гостевая роль в телесериале                                                         | • Лесли Джордан — «Американская история ужасов: Роанок» (за роль Эшли Гилберта / Крикета Марлоу)           |
| Лучшая гостевая роль в телесериале                                                         | • Тайлер Хеклин — «Супергёрл» (за роль Кларка Кента / Супермена)                                           |
| Лучший молодой актёр или актриса в телесериале (Best Younger Actor on a Television Series) | • Милли Бобби Браун — «Очень странные дела» (за роль «Одиннадцать»)                                        |
| Лучший молодой актёр или актриса в телесериале (Best Younger Actor on a Television Series) | • Алисия Дебнем-Кэри — «Бойтесь ходячих мертвецов» (за роль Алисии Кларк)                                  |
| Лучший молодой актёр или актриса в телесериале (Best Younger Actor on a Television Series) | • Чендлер Риггз — «Ходячие мертвецы» (за роль Карла Граймса)                                               |
| Лучший молодой актёр или актриса в телесериале (Best Younger Actor on a Television Series) | • Кей Джей Апа — «Ривердейл» (за роль Арчи Эндрюса)                                                        |
| Лучший молодой актёр или актриса в телесериале (Best Younger Actor on a Television Series) | • Лоренцо Джеймс Хенри — «Бойтесь ходячих мертвецов» (за роль Криса Манавы)                                |
| Лучший молодой актёр или актриса в телесериале (Best Younger Actor on a Television Series) | • Макс Чарльз — «Штамм» (за роль Зака Гудвэзэра)                                                           |

### DVD Awards
| Категория                                                                          | Лауреаты и номинанты                                                                                      |
| ---------------------------------------------------------------------------------- | --- |
| Лучшее DVD/Blu-ray-издание фильма (Best DVD/BD Release)                            | • Город монстров / Tales of Halloween                                                                     |
| Лучшее DVD/Blu-ray-издание фильма (Best DVD/BD Release)                            | • Человек человеку волк / Dog Eat Dog                                                                     |
| Лучшее DVD/Blu-ray-издание фильма (Best DVD/BD Release)                            | • The Girl                                                                                                |
| Лучшее DVD/Blu-ray-издание фильма (Best DVD/BD Release)                            | • Лобстер / The Lobster                                                                                   |
| Лучшее DVD/Blu-ray-издание фильма (Best DVD/BD Release)                            | • Человек, который познал бесконечность / The Man Who Knew Infinity                                       |
| Лучшее DVD/Blu-ray-издание фильма (Best DVD/BD Release)                            | • Вопль / 곡성 (Goksung)                                                                                  |
| Лучшее специальное DVD/Blu-ray-издание (Best DVD/BD Special Edition Release)       | • Фантазм / Phantasm (Remastered)                                                                         |
| Лучшее специальное DVD/Blu-ray-издание (Best DVD/BD Special Edition Release)       | • Бэтмен против Супермена: На заре справедливости / Batman v Superman: Dawn of Justice (Ultimate Edition) |
| Лучшее специальное DVD/Blu-ray-издание (Best DVD/BD Special Edition Release)       | • У холмов есть глаза / The Hills Have Eyes (Limited Edition)                                             |
| Лучшее специальное DVD/Blu-ray-издание (Best DVD/BD Special Edition Release)       | • Стальной гигант / The Iron Giant (Signature Edition)                                                    |
| Лучшее специальное DVD/Blu-ray-издание (Best DVD/BD Special Edition Release)       | • Безумный Макс: Дорога ярости / Mad Max: Fury Road (Black and Chrome Edition)                            |
| Лучшее специальное DVD/Blu-ray-издание (Best DVD/BD Special Edition Release)       | • Воспитание Каина / Raising Cain (Collector’s Edition)                                                   |
| Лучший DVD-сборник (Best DVD/BD Collection)                                        | • Frankenstein: Complete Legacy Collection                                                                |
| Лучший DVD-сборник (Best DVD/BD Collection)                                        | • Buster Keaton Shorts 1917—1923                                                                          |
| Лучший DVD-сборник (Best DVD/BD Collection)                                        | • Herschell Gordon Lewis Feast                                                                            |
| Лучший DVD-сборник (Best DVD/BD Collection)                                        | • Marx Brothers Silver Screen Collection                                                                  |
| Лучший DVD-сборник (Best DVD/BD Collection)                                        | • Pioneers of African American Cinema                                                                     |
| Лучший DVD-сборник (Best DVD/BD Collection)                                        | • The Wolf Man: Complete Legacy Collection                                                                |
| Лучшее DVD/Blu-ray-издание классического фильма (Best DVD/BD Classic Film Release) | • Путешествие в машине времени / Time After Time (1979)                                                   |
| Лучшее DVD/Blu-ray-издание классического фильма (Best DVD/BD Classic Film Release) | • Усталая Смерть / Destiny (1921)                                                                         |
| Лучшее DVD/Blu-ray-издание классического фильма (Best DVD/BD Classic Film Release) | • Мозг Донована / Donovan’s Brain (1953)                                                                  |
| Лучшее DVD/Blu-ray-издание классического фильма (Best DVD/BD Classic Film Release) | • Гог / Gog (1954)                                                                                        |
| Лучшее DVD/Blu-ray-издание классического фильма (Best DVD/BD Classic Film Release) | • Оно пришло из далёкого космоса / It Came from Outer Space (1953)                                        |
| Лучшее DVD/Blu-ray-издание классического фильма (Best DVD/BD Classic Film Release) | • Девочка, что живёт в конце улицы / The Little Girl Who Lives Down the Lane (1976)                       |
| Лучшее DVD-издание телесериала (Best DVD/BD Television Release)                    | • Ганнибал / Hannibal: The Complete Series Collection                                                     |
| Лучшее DVD-издание телесериала (Best DVD/BD Television Release)                    | • Банши: Последний сезон / Banshee: The Final Season                                                      |
| Лучшее DVD-издание телесериала (Best DVD/BD Television Release)                    | • Мистер Робот: Сезон 2.0 / Mr. Robot: Season 2.0                                                         |
| Лучшее DVD-издание телесериала (Best DVD/BD Television Release)                    | • Участь Салема / Salem’s Lot                                                                             |
| Лучшее DVD-издание телесериала (Best DVD/BD Television Release)                    | • Звёздный путь: Анимационный сериал / Star Trek: The Animated Series                                     |
| Лучшее DVD-издание телесериала (Best DVD/BD Television Release)                    | • Версаль: 1-й сезон / Versailles: Season One                                                             |

### Local Live Stage Production
| Категория                        | Лауреат и номинанты                                   |
| -------------------------------- | ----------------------------------------------------- |
| Best Local Live Stage Production | • Вид с моста (Ahmanson Theatre)                      |
| Best Local Live Stage Production | • Амадей (L.A. Theatre Works)                         |
| Best Local Live Stage Production | • Chen Ying Rescues the Orphan (Хэнаньская опера)     |
| Best Local Live Stage Production | • Фантастикс (Pasadena Playhouse)                     |
| Best Local Live Stage Production | • Иосиф и его удивительный плащ снов (3D Theatricals) |
| Best Local Live Stage Production | • Moby Dick (South Coast Repertory)                   |

## Специальные награды
| Награда                                                | Лауреаты | Лауреаты                      |
| ------------------------------------------------------ | -------- | ----------------------------- |
| Премия за достижения в карьере (The Life Career Award) |          | • Ли Мэйджорс                 |
| The Visionary Award                                    |          | • Акива Голдсман              |
| The Filmmakers Showcase Award                          |          | • Рик Джаффа и Аманда Сильвер |
| Прорыв года (The Breakthrough Performance Award)       |          | • Кей Джей Апа                |
| The Special Recognition Award                          |          | • Heavy Metal (журнал)        |